# Tuffi ai III Giochi europei - Trampolino 3 metri maschile
La competizione del trampolino 3 metri maschile ai Giochi europei di Kraków Małopolska 2023 si è svolta il 24 giugno 2023, presso l'Arena dei tuffi di Rzeszów, in Polonia. Per la prima volta, i campionati europei di tuffi sono stati integrati nei Giochi europei, la competizione ha quindi assegnato anche il titoli dell'8ª edizione dei campionati europei di tuffi.
Il turno preliminare si è svolto alle ore 10:00. La finale si è svolta alle ore 19:00.

## Risultati
In verde sono indicati i finalisti
| Class   | Tuffaore            | Nazionalità   | Preliminare | Preliminare | Finale          | Finale          |
| Class   | Tuffaore            | Nazionalità   | Punti       | Class       | Punti           | Class           |
| ------- | ------------------- | ------------- | ----------- | ----------- | --------------- | --------------- |
| Oro     | Moritz Wesemann     | Germania      | 418.60      | 2           | 465.40          | 1               |
| Argento | Jules Bouyer        | Francia       | 386.00      | 9           | 440.15          | 2               |
| Bronzo  | Alexis Jandard      | Francia       | 399.40      | 6           | 430.70          | 3               |
| 4       | Ross Haslam         | Gran Bretagna | 430.70      | 1           | 403.35          | 4               |
| 5       | Oleh Kolodij        | Ucraina       | 408.15      | 3           | 402.20          | 5               |
| 6       | Matthew Dixon       | Gran Bretagna | 398.65      | 7           | 401.05          | 6               |
| 7       | Giovanni Tocci      | Italia        | 401.90      | 4           | 400.45          | 7               |
| 8       | Jonathan Suckow     | Svizzera      | 389.45      | 8           | 397.50          | 8               |
| 9       | Lorenzo Marsaglia   | Italia        | 399.95      | 5           | 395.70          | 9               |
| 10      | Jake Passmore       | Irlanda       | 385.05      | 10          | 383.70          | 10              |
| 11      | Lars Rüdiger        | Germania      | 381.30      | 12          | 380.00          | 11              |
| 12      | Danylo Konovalov    | Ucraina       | 383.25      | 11          | 371.60          | 12              |
| 13      | Alberto Arévalo     | Spagna        | 376.30      | 13          | Non qualificati | Non qualificati |
| 14      | Andrzej Rzeszutek   | Polonia       | 375.45      | 14          | Non qualificati | Non qualificati |
| 15      | Nicolás García      | Spagna        | 375.10      | 15          | Non qualificati | Non qualificati |
| 16      | Kacper Lesiak       | Polonia       | 372.65      | 16          | Non qualificati | Non qualificati |
| 17      | Guillaume Dutoit    | Svizzera      | 366.20      | 17          | Non qualificati | Non qualificati |
| 18      | Nikolaj Schaller    | Austria       | 363.00      | 18          | Non qualificati | Non qualificati |
| 19      | David Ekdahl        | Svezia        | 357.45      | 19          | Non qualificati | Non qualificati |
| 20      | Matej Nevešćanin    | Croazia       | 355.80      | 20          | Non qualificati | Non qualificati |
| 21      | Alexander Hart      | Austria       | 355.45      | 21          | Non qualificati | Non qualificati |
| 22      | Elias Petersen      | Svezia        | 345.30      | 22          | Non qualificati | Non qualificati |
| 23      | Tornike Onikashvili | Georgia       | 325.70      | 23          | Non qualificati | Non qualificati |
| 24      | Alexandru Avasiloae | Romania       | 314.30      | 24          | Non qualificati | Non qualificati |
| 25      | Athanasios Tsirikos | Grecia        | 299.40      | 25          | Non qualificati | Non qualificati |
| 26      | Luka Martinović     | Croazia       | 297.60      | 26          | Non qualificati | Non qualificati |
| 27      | Theofilos Afthinos  | Grecia        | 282.30      | 27          | Non qualificati | Non qualificati |
| 28      | Nikola Paraušić     | Serbia        | 254.35      | 28          | Non qualificati | Non qualificati |
| 29      | Sandro Melikidze    | Georgia       | 249.85      | 29          | Non qualificati | Non qualificati |
| 30      | Josef Hugo Šorejs   | Rep. Ceca     | 247.10      | 30          | Non qualificati | Non qualificati |
| 31      | Martynas Lisauskas  | Lituania      | 245.85      | 31          | Non qualificati | Non qualificati |